# تساتور خان
تساتور خان (ارمنی: Ծատուր խան؛ انگلیسی: Tsatur Khan؛ ۱۸۲۰ – ۱۹۰۵) سیاست‌مدار ارمنی‌تبار اهل ایران بود.
وی در ۱۸۲۰ میلادی در تبریز به دنیا آمد و از ترینیتی کالج، کمبریج فارغ‌التحصیل گشت. وی در ۱۹۰۵ میلادی در سن ۸۵ سالگی درگذشت.